# Podkozí

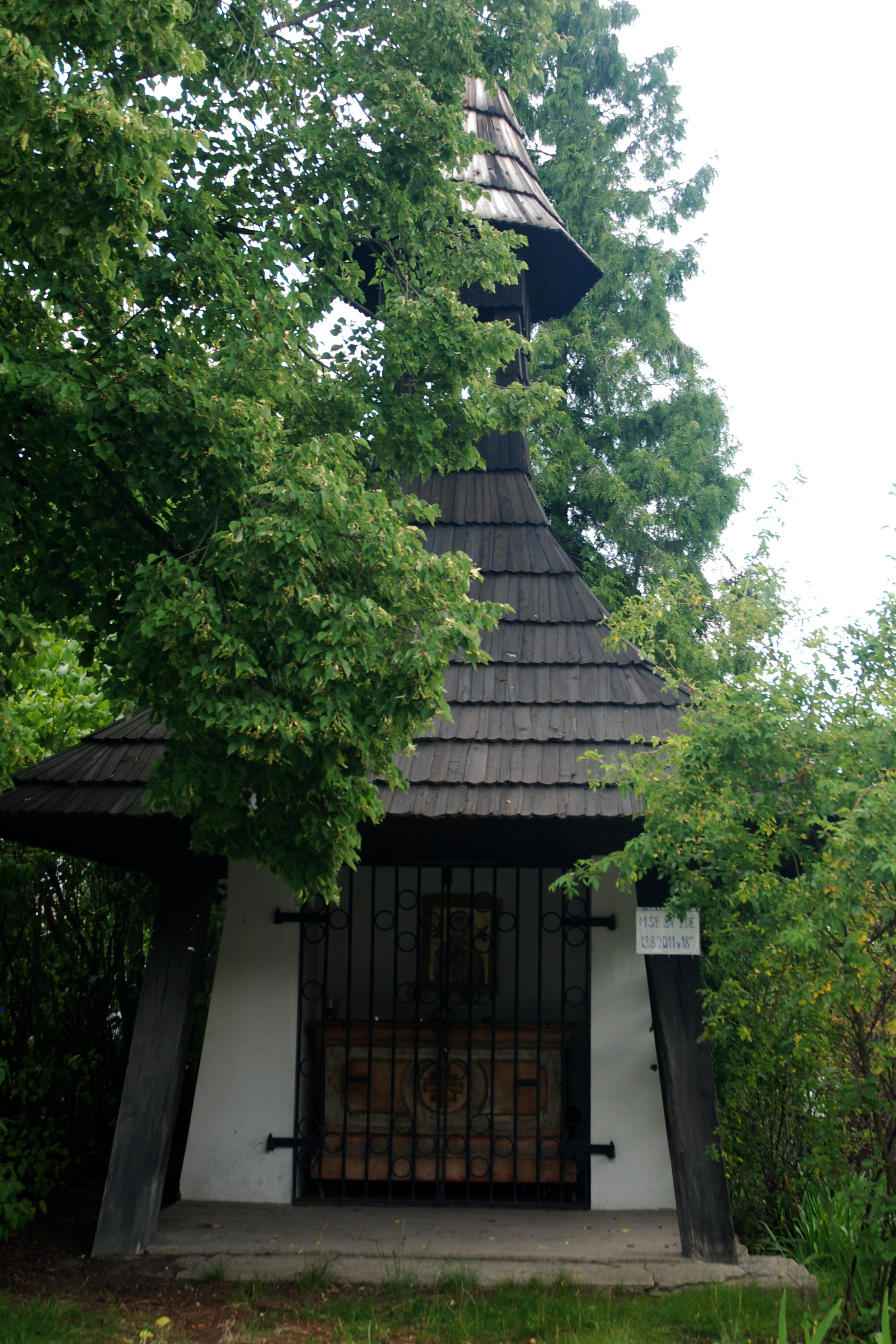
Kapelle des hl. Wenzel

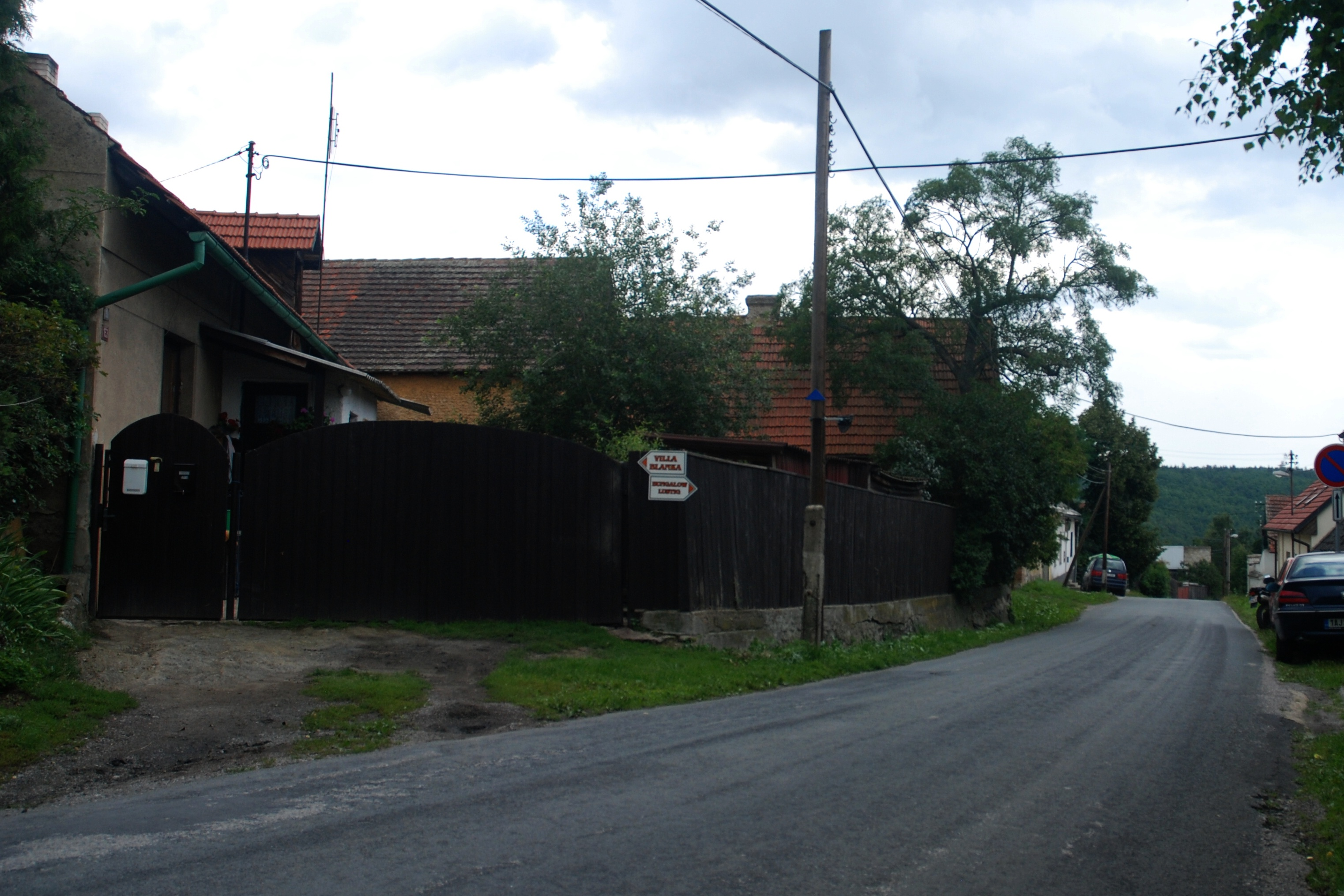
Ortsansicht

Podkozí (deutsch Podkozy, auch Ober Podkozy) ist ein Ortsteil der Gemeinde Chyňava in Tschechien. Er liegt fünf Kilometer südlich von Unhošť und gehört zum Okres Beroun.

## Geographie
Podkozí befindet sich auf einer Hochfläche rechtsseitig über dem Tal des mäandrierenden Baches Kačák in der Křivoklátská vrchovina (Pürglitzer Bergland). Das Dorf liegt am Rande des Naturparks Povodí Kačáku gegenüber den Einmündungen der Bäche Černý potok, Rymáňský potok und Starý potok, südlich befindet sich das Tal des Chyňavský potok. Gegen Norden liegt das Naturdenkmal Markův Mlýn. Nordöstlich erhebt sich der Prostřední vrch (394 m n.m.), im Osten der Karabinský vrch (Karwinskyberg, 440 m n.m.), südlich die Chrbina (460 m n.m.), im Südwesten der Kozí vrch (401 m n.m.), westlich der Tuchonín (488 m n.m.) sowie im Nordwesten der Vysoký vrch (486 m n.m.).
Nachbarorte sind Markův Mlýn, Červený Mlýn, Štoka und Na Štokách im Norden, Dolní Podkozí und Svárov im Nordosten, Mirodol, Ptice und Úhonice im Osten, Rejnov, V Holonozích, Kalousův Mlýn, Chrbiny und Nenačovice im Südosten, V Mladinách und Malé Přílepy im Süden, Libečov und Chyňava im Südwesten, Okrouhlík im Westen sowie Hřebenka im Nordwesten.

## Geschichte
Die erste schriftliche Erwähnung von Podkozí erfolgte im Jahre 1566 als Teil des Jan Žďárský von Žďár gehörigen Gutes Červený Újezd. Nachfolgende Besitzer waren Gothard Florian Žďárský von Žďár auf Roth-Augezd, Genč und Hostiwitz († 1604), anschließend Franz Theoderich Graf Zdiarsky von Saar, in der Mitte des 17. Jahrhunderts Katharina Zdiarsky von Saar und ab 1662 Franz Adam Euseb Zdiarsky Reichsgraf von Saar, der außer Roth-Augezd und Tachlowitz auch die Güter Gettersdorf, Witschitz und Kladno besaß. Bei Podkozy wurde bis ins 17. Jahrhundert in der Waldstrecke Gebina ein Eisenerzbergwerk betrieben, wobei das Eisen im Kačáktal verhüttet wurde. An der Stelle der Regner Mühle (Rejnov) befand sich ein Hammerwerk, bachaufwärts an der Mündung des Chyňavský potok stand auf der Wiese Hutě ein Hochofen. Vermutlich erlosch das Dorf Podkozy im Dreißigjährigen Krieg.
Mit Franz Adams Tode erlosch 1670 die männliche Linie der Reichsgrafen von Saar, seine Güter fielen gemeinschaftlich den fünf Töchtern zu. Johanna Barbara Caretto di Millesimo, geborene Zdiarsky von Saar, verkaufte 1697 das Gut Roth-Augezd an Karl Joachim von Bredau, der im Jahr zuvor von ihr bereits die Güter Tachlowitz und Hostiwitz erworben hatte. Karl Joachim von Bredau kaufte noch weitere Güter hinzu und vereinigte diese zur Herrschaft Tachlowitz. Seine Erben verkauften die Herrschaft 1732 an Anna Maria Franziska von Sachsen-Lauenburg. 1741 erbte deren Tochter Maria Anna Carolina den Besitz; 1751 folgte ihr Sohn Herzog Clemens Franz und nach dessen Tode im Jahre 1770 Kurfürst Maximilian III. Joseph von Bayern. Da der Kurfürst kinderlos blieb, erbte 1777 Herzog Karl August von Zweibrücken die Herrschaft. Dieser verkaufte sie 1784 an Christian August zu Waldeck, Pyrmont und Rappoldstein als nicht landtäflischen Naturalbesitz, der ihm 1790 vertragsgemäß wieder zufiel. 1795 erbte sein Bruder Maximilian Joseph die Herrschaft. Er trat sie 1805 im Zuge seiner Krönung zum ersten König des Königreichs Bayern zusammen mit allen anderen Zweibrückschen Herrschaften in Böhmen (Herrschaften Politz, Reichstadt, Ploschkowitz, Buschtiehrad, Schlackenwerth, Kronporitschen, Katzow und Swoleniowes mit den Lehnhöfen Stareschowsky und Zichowsky) per Staatsvertrag an Erzherzog Ferdinand ab. 1824 erbte dessen Sohn Großherzog Leopold II. von Toskana den Besitz.
1840 begann der Bau der Straßenverbindung durch das tiefe und enge Kačáktal zwischen Podkozy und Swarow.
Im Jahre 1844 bestand die zu Swarow im Rakonitzer Kreis inskribierte Einschicht Podkozy aus drei Häusern, darunter die Regner Mühle und eine weitere Mühle sowie ein Wirtshaus. Pfarrort war Swarow. Bis zur Mitte des 19. Jahrhunderts blieb Podkozy der Herrschaft Tachlowitz untertänig. Amtssitz war Groß-Jentsch. Ab 1847 gehörte die Herrschaft zum Privatbesitz des österreichischen Kaiserhauses Habsburg-Lothringen.
Nach der Aufhebung der Patrimonialherrschaften gehörte Podkozí ab 1850 zur Gemeinde Svárov im Gerichtsbezirk Unhošť. 1868 wurde Podkozí dem Bezirk Smichow zugeordnet. In der zweiten Hälfte des 19. Jahrhunderts wuchs die Einschicht Horní Podkozí zu einem Dorf an. Im Kačáktal lagen die Kischitzer Mühle (Kyšický Mlýn), die Kreuzmühle (Dědkův Mlýn), die Rothe Mühle (Červený Mlýn), die Marker Mühle (Markův Mlýn), die Mühle Ober Podkozy (U Skrčených, 2009 durch Villa Kellner ersetzt), die Mühle Unter Podkozy (Fajmanův Mlýn) und die Regnowsky-Mühle (Rejnov). Im Jahre 1890 bestand das Dorf Horní Podkozí aus 31 Häusern einschließlich einer Mühle und hatte 188 Einwohner. In den vier Häusern von Dolní Podkozí, wo sich ebenfalls eine Mühle befand, lebten 29 Personen. Horní Podkozí war nach Železná, Dolní Podkozí nach Svárov eingepfarrt. 1893 wurden Horní Podkozí und Dolní Podkozí Teil des neu gebildeten Bezirkes Kladno. Nach der Gründung der Tschechoslowakei wurde die Grundherrschaft Tachlovice als Besitz der Habsburger konfisziert und verstaatlicht. Wenig später wurde das Waldgebiet am Kačák mit den Ansiedlungen Dolní Podkozí und Rejnov von der Gemeinde Svárov abgetrennt und Horní Ptíče zugeschlagen. In den 1920er und 1930er Jahren entstanden im Kačáktal bei Podkozí mehrere Trampsiedlungen; als erste entstand 1925 Lone Star.
1935 löste sich Horní Podkozí von Svárov los und bildete die Gemeinde Podkozí im Okres Kladno. Im Zuge der Gemeindegebietsreform von 1960 wurde Podkozí nach Chyňava eingemeindet und dem Okres Beroun zugeordnet. Im Jahre 1991 hatte das Dorf 38 Einwohner, beim Zensus von 2001 lebten in den 44 Wohnhäusern 55 Personen. Podkozí ist ein Erholungsort und wird von ausgedehnten Feriensiedlungen umgeben. Im Jahre 2011 gründeten Bewohner von Podkozí und der Trampsiedlungen die Bürgervereinigung Přátelé Podkozí, o. s., den Anlass bildete die wiederholte Sperrung der Straße zur Trampsiedlung Starý Potok.

## Ortsgliederung
Der Ortsteil Podkozí ist Teil des Katastralbezirks Chyňava.

## Sehenswürdigkeiten
- Kapelle des hl. Wenzel